# Ржищин, Семён Иванович
Семён Ива́нович Ржи́щин (15 февраля 1933 года, Московская область, СССР — 27 декабря 1986 года) — советский легкоатлет, бронзовый призёр Олимпийских игр 1960 года в Риме на дистанции 3000 метров с препятствиями (8:42,2). Мастер спорта СССР (1956). Заслуженный мастер спорта СССР (1960). Мастер спорта СССР по спортивному ориентированию (1972).

## Биография
Участвовал также в летних Олимпийских играх 1956 года в Мельбурне, где занял 5-е место.
Установил на дистанции 3000 метров с препятствиями два мировых рекорда: 14 августа 1956 года на Спартакиаде народов СССР в Москве — 8:39,8 и 21 июля 1958 года в Таллине — 8:35,5. Серебряный призёр первенства Европы 1958 года (8:38,8). Серебряный призёр Спартакиады дружественных армий 1958.

## Награды
- Орден «Знак Почёта» (16.09.1960) — за успешные выступления в XVII летних и VIII зимних Олимпийских играх 1960 года, а также за выдающиеся спортивные достижения[5]